# 1943年のNFLドラフト
1943年のNFLドラフト（1943ねんのNFLどらふと）は、1943年4月8日に開催された第8回目のNFLドラフト。シカゴのパーマーハウスホテルで開催された。

## 主な指名選手
ドラフト全体1位では、ハイズマン賞受賞者のジョージア大学のフランク・シンクウィッチが指名された。シンクウィッチは、AP通信が行ったナンバーワンアスリートでテッド・ウィリアムズを抑えて1位となった。
この年のドラフトから32巡まで指名が行われた。2巡と4巡は5チームのみに指名権が与えられた。
この年のドラフトで指名されたマイク・ホロバック、ハーベイ・ジョンソン、ドン・マカファーティ、バスター・ラムジーはNFLチームのヘッドコーチとなっている。
2巡で指名されたデイブ・シュライナーは、アメリカ海兵隊に入隊、グアムの戦いに参加した後、沖縄戦に参加、1945年5月21日に亡くなった。
5巡で指名されたアル・ウィスタートはNFLの1940年代オールディケイドチームに選ばれている。
6巡で指名されたレス・ホーバスは大学をいったん卒業したが戦時中で選手が不足したため大学のフットボールチームに復帰、1944年のハイズマン賞受賞者となった。
7巡でシカゴ・カージナルスに指名されたスタン・モールディンは1948年のフィラデルフィア・イーグルス戦の試合後に心臓発作のため亡くなった。彼の背番号77番は、カージナルスの永久欠番となっている。

## 指名選手一覧

### 1巡指名選手
| 指名順位 | チーム                       | 選手名                       | ポジション       | 出身大学                               |
| 1        | デトロイト・ライオンズ       | フランク・シンクウィッチ     | ランニングバック | ジョージア大学                         |
| 2        | フィラデルフィア・イーグルス | ジョー・ムハ                 | フルバック       | バージニア・ミリタリー・インステュート |
| 3        | シカゴ・カージナルス         | グレン・ドブズ               | テイルバック     | タルサ大学                             |
| 4        | ブルックリン・ドジャース     | ポール・ゴベルナリ           | クォーターバック | コロンビア大学                         |
| 5        | クリーブランド・ラムズ       | マイク・ホロバック           | フルバック       | ボストンカレッジ                       |
| 6        | ニューヨーク・ジャイアンツ   | スティーブ・フィリポウィッツ | フルバック       | フォーダム大学                         |
| 7        | ピッツバーグ・スティーラーズ | ビル・デイリー               | フルバック       | ミネソタ大学                           |
| 8        | グリーンベイ・パッカーズ     | ディック・ウィルダング       | タックル         | ミネソタ大学                           |
| 9        | シカゴ・ベアーズ             | ボブイ・スチューバー         | ハーフバック     | ミズーリ大学                           |
| 10       | ワシントン・レッドスキンズ   | ジャック・ジェンキンス       | フルバック       | ヴァンダービルト大学                   |

### 2巡以降の主な指名選手
| 指名順位 | チーム                       | 選手名               | ポジション | 出身大学                         |
| 11       | デトロイト・ライオンズ       | デイブ・シュライナー | エンド     | ウィスコンシン大学               |
| 14       | シカゴ・カージナルス         | ジョン・グリガス     | バック     | ホーリークロス大学               |
| 18       | シカゴ・カージナルス         | ドン・カリバン       | エンド     | ボストンカレッジ                 |
| 20       | クリーブランド・ラムズ       | フレッド・ノーメッツ | センター   | ボストンカレッジ                 |
| 23       | グリーンベイ・パッカーズ     | アーブ・コンプ       | バック     | ベネデクティン大学               |
| 30       | クリーブランド・ラムズ       | チャック・テイラー   | ガード     | スタンフォード大学               |
| 32       | フィラデルフィア・イーグルス | アル・ウィスタート   | タックル   | ミシガン大学                     |
| 38       | グリーンベイ・パッカーズ     | ロイ・マッケイ       | バック     | テキサス大学                     |
| 40       | ワシントン・レッドスキンズ   | ボブ・ドーブ         | エンド     | ノートルダム大学                 |
| 42       | フィラデルフィア・イーグルス | ブルーノ・バンダッチ | ガード     | スタンフォード大学               |
| 43       | ブルックリン・ドジャース     | ハーベイ・ジョンソン | バック     | ウィリアム・アンド・メアリー大学 |
| 53       | シカゴ・カージナルス         | スタン・モールディン | タックル   | テキサス大学                     |
| 60       | ワシントン・レッドスキンズ   | ルー・リムカス       | タックル   | ノートルダム大学                 |
| 69       | シカゴ・ベアーズ             | アリン・ビールス     | エンド     | サンタクララ大学                 |
| 116      | ニューヨーク・ジャイアンツ   | ドン・マカファティー | タックル   | オハイオ州立大学                 |
| 124      | シカゴ・カージナルス         | バスター・ラムジー   | ガード     | ウィリアム・アンド・メアリー大学 |
| 132      | フィラデルフィア・イーグルス | ラス・クラフト       | バック     | アラバマ大学                     |
| 157      | ピッツバーグ・スティーラーズ | ニック・スコリッチ   | ガード     | シンシナティ大学                 |
| 180      | ワシントン・レッドスキンズ   | レオ・モーガス       | エンド     | ヤングスタウン州立大学           |
| 182      | フィラデルフィア・イーグルス | チェト・マトリン     | バック     | ゼイビア大学                     |
| 224      | シカゴ・カージナルス         | ウェルドン・ハンブル | ガード     | ライス大学                       |

### ドラフト外入団の主な選手
| チーム                       | 選手名             | ポジション | 出身大学                           |
| グリーンベイ・パッカーズ     | ドン・パーキンス   | RB         | ウィスコンシン大学プラットヴィル校 |
| ニューヨーク・ジャイアンツ   | ビル・パスカル     | RB         | ジョージア工科大学                 |
| フィラデルフィア・イーグルス | アリー・シャーマン | QB/CB      | ブルックリンカレッジ               |
| フィラデルフィア・イーグルス | バッコ・キルロイ   | OG/DT      | テンプル大学                       |
| フィラデルフィア・イーグルス | トム・ミラー       | E/DE       | ハンプデン・シドニー・カレッジ     |
| ピッツバーグ・スティーラーズ | ボブ・サーボン     | RB         | ピッツバーグ大学                   |

## 殿堂入り選手
この年のドラフトで指名された選手のうち、プロフットボール殿堂入りを果たしたものはいない。